# Liu Yuanjun
Liu Yuanjun (* 21. April 1982 in Beiliu) ist ein chinesischer Dartspieler.

## Karriere
Liu Yuanjun verpasste im Finale des chinesischen Qualifiers für die PDC World Darts Championship 2014 knapp die Teilnahme an der PDC-Weltmeisterschaft. Beim World Cup of Darts 2016 vertrat er zusammen mit Xie Wenge sein Heimatland. In der ersten Runde konnten sie gegen Tschechien mit 5:3 siegen, ehe sie gegen das englische Duo Adrian Lewis und Phil Taylor chancenlos ausschieden. Beim Shanghai Darts Masters 2016 traf Liu ebenfalls auf Taylor, gewann gegen ihn allerdings nur ein Leg und schied daraufhin aus. Auch Ende 2016 unterlag er wieder knapp im chinesischen WM-Qualifier. Im Folgejahr nahm er erneut am World Cup of Darts teil, dieses Mal mit Li Weihong. Das Duo schied jedoch mit 0:5 dieses Mal in der ersten Runde gegen Österreich aus. Auch beim Shanghai Darts Masters 2018 war für Liu in der ersten Runde das Turnier nach einer 2:6-Niederlage gegen Gerwyn Price beendet. Jedoch gelang Liu beim chinesischen WM-Qualifier dieses Mal die Qualifikation für die PDC World Darts Championship 2019. Bei seinem Weltmeisterschaftsdebüt schied Liu in der ersten Runde gegen den Nordiren Brendan Dolan aus. Auch beim World Cup of Darts 2019 zusammen mit Zong Xiaochen gab es ein Erstrunden-Aus gegen die Vereinigten Staaten.

## Weltmeisterschaftsresultate

### PDC
- 2019: 1. Runde (0:3-Niederlage gegen  Brendan Dolan)